# Fogo seletivo

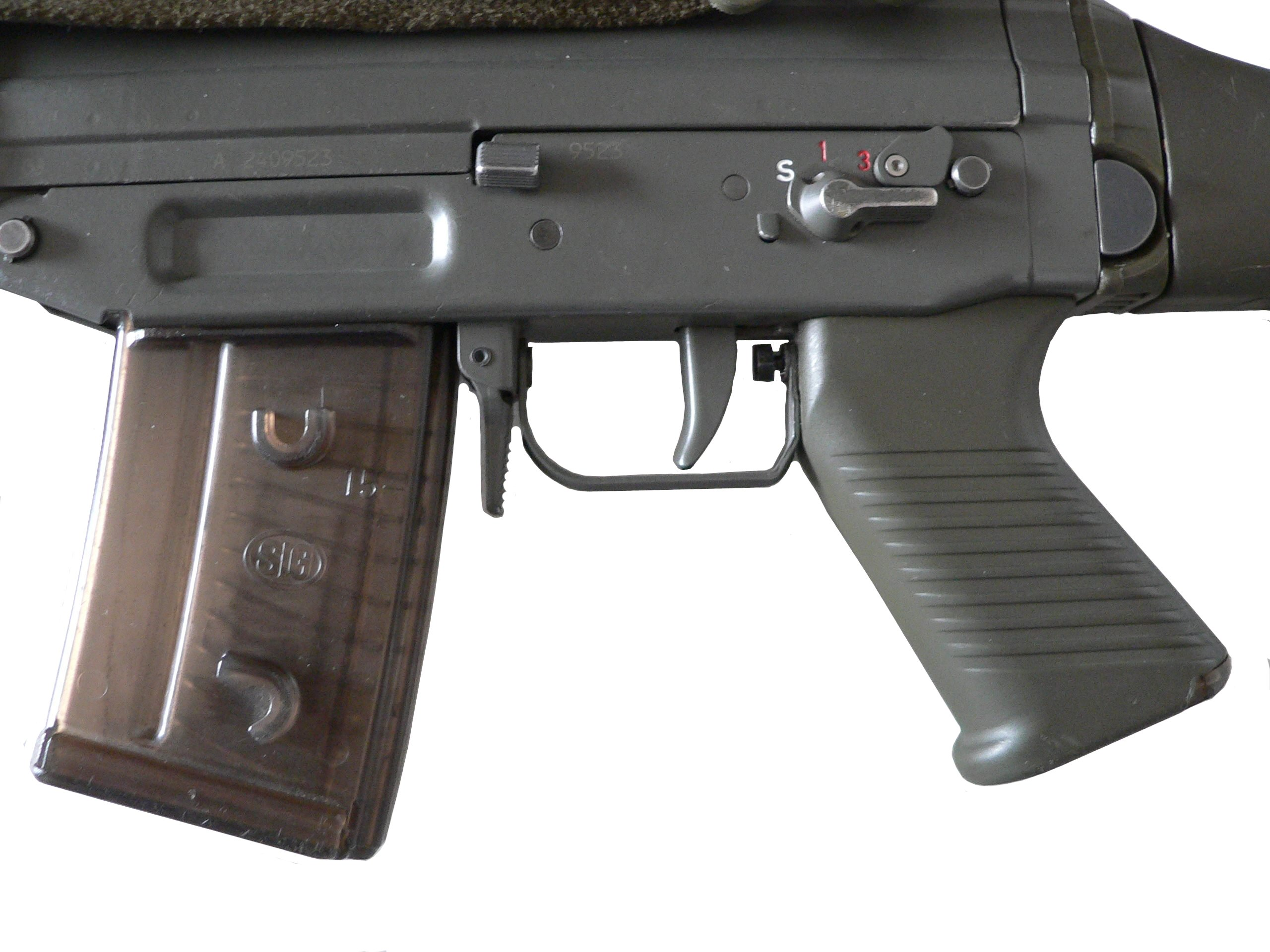
O SIG 550 tem quatro modos: seguro (no qual o rifle não pode ser disparado) (S), um disparo (1), rajada de três tiros (3) e totalmente automática (obscurecida pela alavanca da chave).

Fogo seletivo é a capacidade de uma arma ser ajustada para disparar em modo semiautomático, modo de disparo totalmente automático e/ou rajada. Os modos são escolhidos através de uma chave seletora que variam dependendo da estrutura da arma. Algumas armas de fogo seletivo tem mecanismos de disparo de rajada para limitar o número máximo de tiros disparados automaticamente nesse modo. O mais comum são dois ou três tiros por puxada de gatilho. O disparo totalmente automático refere-se à capacidade de uma arma disparar continuamente até que o mecanismo de alimentação seja esvaziado ou o gatilho seja liberado. Rifles semiautomáticos se refere a habilidade da arma de disparar apenas uma vez por puxada de gatilho.
A presença de modos de disparos seletivos em armas de fogo permite um uso mais eficiente de tiros para necessidades específicas, em vez de ter um único modo de operação, como totalmente automático, conservando assim a munição e maximizando a precisão e eficácia no alvo. Essa capacidade é mais comumente encontrada em armas militares dos séculos XX e, mais modernas, do XXI.

## História

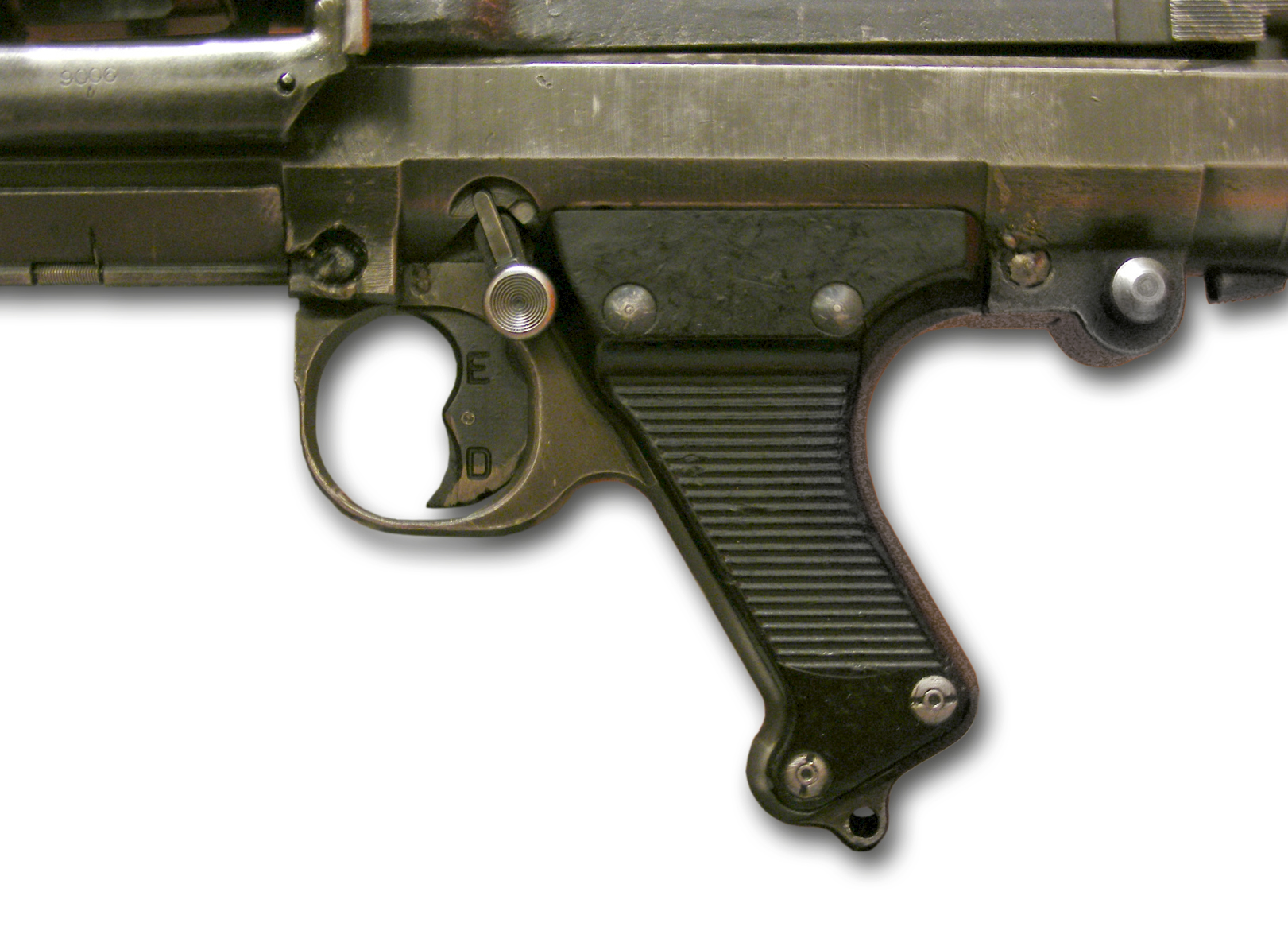
MG 34, metralhadora: gatilho duplo crescente, E=disparo semiautomático, D=disparo automático completo

As primeiras tentativas dessa tecnologia foram prejudicadas por um ou ambos obstáculos: munição superpoderosa e complexidade mecânica. Este último levou a excesso de peso e falta de confiabilidade na arma de fogo. Um dos primeiros projetos data de pouco antes do final do século XIX com o desenvolvimento do Cei-Rigotti, um antigo rifle automático criado pelo oficial do Exército italiano Amerigo Cei-Rigotti que tinha capacidade de fogo seletivo (tiros únicos ou rajada).
Outro é o M1918 (BAR) desenvolvido durante a Primeira Guerra Mundial. O BAR e seus projetos subsequentes incorporaram uma variedade de funções de fogo seletivo. O primeiro projeto (M1918) é um rifle automático de fogo seletivo, resfriado a ar, que usava um mecanismo de gatilho com uma alavanca de seleção de fogo que permitia operar em modos de disparo semiautomático ou totalmente automático. A alavanca seletora está localizada no lado esquerdo do receptor e é simultaneamente a segurança manual (alavanca seletora na posição "S" - a arma é "segura", "F" - "Fogo", "A" - Fogo "Automático").:225-226  A versão seguinte (M1918A1) tinha um mecanismo exclusivo de redutor de taxa de fogo comprado da FN Herstal com duas taxas de fogo automático. Este mecanismo redutor foi posteriormente alterado para um projetado pelo Springfield Armory. A versão final (M1918A2) forneceu duas taxas selecionáveis de fogo somente totalmente automático. :131-139
Durante a Segunda Guerra Mundial, os alemães começaram o desenvolvimento da função de fogo seletivo que resultou no rifle de batalha FG 42 desenvolvido em 1942 a pedido da Força Aérea Alemã (Luftwaffe) em 1941. Outro projeto alemão que usou fogo seletivo foi o StG 44 (Abreviatura do Sturmgewehr 44 ou "rifle de assalto 44") que foi o primeiro de seu tipo a ver grande implantação e é considerado por muitos historiadores o primeiro rifle de assalto moderno. "O princípio desta arma -- a redução do impulso do focinho para obter um fogo automático útil dentro do alcance real do combate -- foi provavelmente o avanço mais importante em armas pequenas desde a invenção da pólvora sem fumaça".
A função de fogo seletivo foi vista mais tarde no russo AK-47 (projetado em 1946), o rifle britânico EM-2 (projetado em 1948), e o AR-15 do E.U.A (projetado em 1957) e seus derivados.

## Design
As armas de fogo seletivo, por definição, possuem um modo semiautomático, no qual a arma recarrega automaticamente a câmara após cada tiro disparado, mas exige que o gatilho seja solto e puxado novamente antes de disparar o próximo tiro. Isso permite disparos rápidos e (em teoria) direcionados. Em algumas armas, a seleção é entre diferentes taxas de tiro automático e/ou limitadores de rajada variados. A seleção geralmente é feita por meio de uma pequena chave rotativa, geralmente integrada à trava de segurança ou por uma chave separada da segurança, como na família britânica, SA80. Outro método é um gatilho ponderado, como o Steyr AUG, que irá disparar um único tiro quando 15.4 libras (6,98 kg) de peso é exercido sobre o gatilho e, em seguida, tornar-se totalmente automático quando mais 15.4 libras (6,98 kg) de peso é aplicado. Isso é útil para situações de emergência onde um lançamento rápido de tiros é mais eficaz para suprimir um inimigo próximo ao invés de um rajada de um único disparo.
Algumas armas de fogo seletivo oferecem um modo de rajada como a segunda opção, onde cada puxada do disparador aciona automaticamente um número predeterminado de círculos (geralmente dois ou três), mas não dispara mais até que o gatilho seja puxado novamente. O atual rifle de assalto padrão dos EUA, o M16A4 e a variante da carabina M4 deste rifle dispara um máximo de três tiros com cada puxada do gatilho em modo de rajada. Neste projeto, mantém a contagem de tiros previamente disparadas e pode disparar menos de três tiros. Outros projetos redefiniram a contagem com cada puxada do gatilho, permitindo uma rajada uniforme de três tiros, enquanto os tiros permanecem.
Uma versão comum da submetralhadora Heckler & Koch MP5  (amplamente utilizado pela equipe da SWAT e pessoal de operações especiais militares) efetua disparos únicos, rajada de três tiros e automático. Uma variante especial usa uma rajada de dois tiros para minimizar as chances de perder com um terceiro tiro. Alguns canhões automáticos têm maiores limitadores de rajadas para coincidir com maiores taxas de fogo.